# Гарлем (Флорида)
Га́рлем (англ. Harlem) — статистически обособленная местность, расположенная в округе Хендри (штат Флорида, США) с населением в 2730 человек по статистическим данным переписи 2000 года.

## География
По данным Бюро переписи населения США статистически обособленная местность Гарлем имеет общую площадь в 2,59 квадратных километров, водных ресурсов в черте населённого пункта не имеется.
Статистически обособленная местность Гарлем расположена на высоте 6 м над уровнем моря.

## Демография
По данным переписи населения 2000 года в Гарлемe проживало 2730 человек, 644 семьи, насчитывалось 877 домашних хозяйств и 926 жилых домов. Средняя плотность населения составляла около 1054,05 человек на один квадратный километр. Расовый состав населённого пункта распределился следующим образом: 2,31 % белых, 95,38 % — чёрных или афроамериканцев, 0,18 % — коренных американцев, 0,11 % — азиатов, 1,50 % — представителей смешанных рас, 0,51 % — других народностей. Испаноговорящие составили 2,64 % от всех жителей статистически обособленной местности.
Из 877 домашних хозяйств в 43,6 % воспитывали детей в возрасте до 18 лет, 31,9 % представляли собой совместно проживающие супружеские пары, в 35,1 % семей женщины проживали без мужей, 26,5 % не имели семей. 22,6 % от общего числа семей на момент переписи жили самостоятельно, при этом 7,6 % составили одинокие пожилые люди в возрасте 65 лет и старше. Средний размер домашнего хозяйства составил 3,11 человек, а средний размер семьи — 3,67 человек.
Население статистически обособленной местности по возрастному диапазону по данным переписи 2000 года распределилось следующим образом: 39,5 % — жители младше 18 лет, 10,0 % — между 18 и 24 годами, 24,1 % — от 25 до 44 лет, 18,1 % — от 45 до 64 лет и 8,3 % — в возрасте 65 лет и старше. Средний возраст жителей составил 25 лет. На каждые 100 женщин в Гарлемe приходилось 88,5 мужчин, при этом на каждые сто женщин 18 лет и старше приходилось 78,0 мужчин также старше 18 лет.
Средний доход на одно домашнее хозяйство статистически обособленной местности составил 21 232 доллара США, а средний доход на одну семью — 22 574 доллара. При этом мужчины имели средний доход в 21 771 доллар США в год против 20 156 долларов среднегодового дохода у женщин. Доход на душу населения статистически обособленной местности составил 21 232 доллара в год. 31,2 % от всего числа семей в населённом пункте и 40,4 % от всей численности населения находилось на момент переписи населения за чертой бедности, при этом 58,6 % из них были моложе 18 лет и 23,0 % — в возрасте 65 лет и старше.